# Wolfegg
Wolfegg és un municipi situat al districte de Ratisbona en l'Estat federat de Baden-Württemberg (Alemanya). El 2016 tenia 3752 habitants.